# 恩宠之母圣殿
恩宠之母圣殿（Basilica of Our Lady of Graces）是一座罗马天主教宗座圣殿，位于印度北方邦密拉特县萨尔达纳，在密拉特西北19公里处。

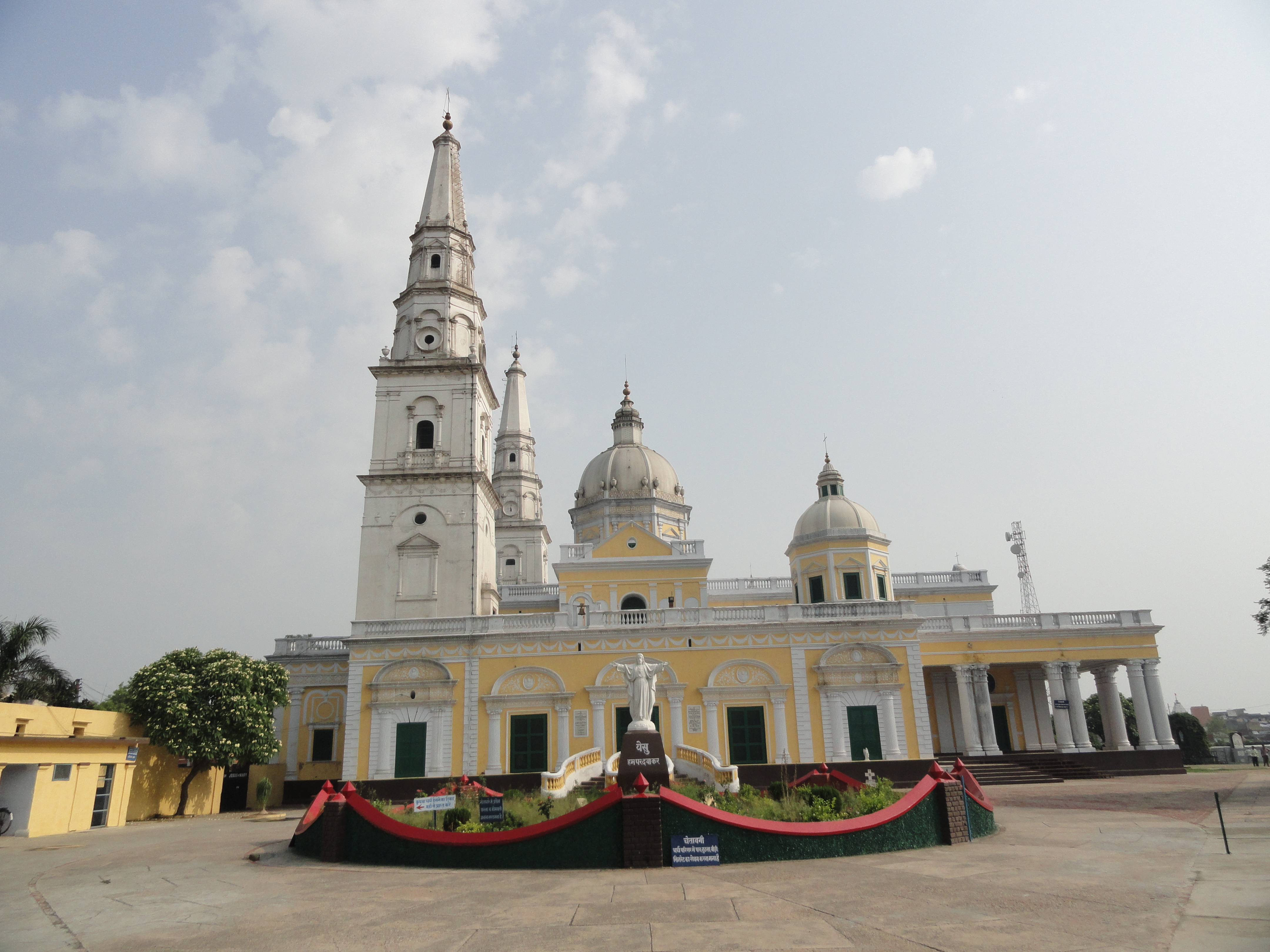

## 历史

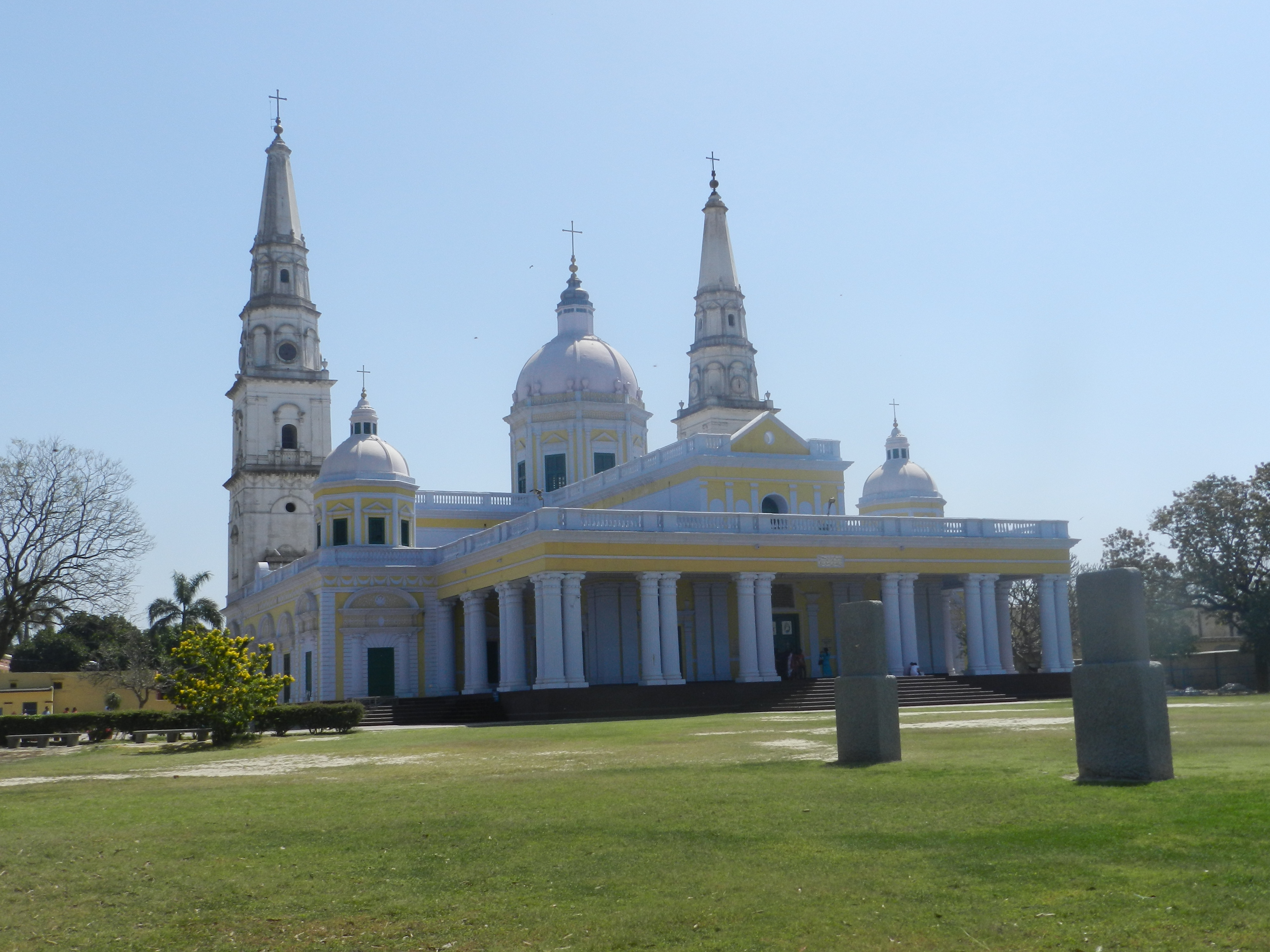

恩宠之母圣殿供奉圣母玛利亚。该堂由贝古姆·萨姆鲁建造。她是一名14岁的穆斯林女孩，嫁给欧洲雇佣兵沃尔特·赖因哈特·桑布雷。萨姆鲁于1781年皈依罗马天主教。她被认为是印度唯一的天主教统治者，在18世纪和19世纪统治萨达纳公国。 该堂是印度北部最大的教堂。
贝古姆·萨姆鲁在1778年丈夫去世后，继承了萨达纳的王位。她决定在萨达纳建造一座供奉圣母玛利亚的教堂。建堂费用在当时是一笔巨大的费用。教堂附近的两个大湖，都是为教堂提供建筑材料而挖土的结果。教堂正门上的拉丁文铭文，表明该堂在1822年祝圣。
根据贝古姆· 萨姆鲁的请求，1834年，額我略十六世从西藏-印度宗座代牧区分设萨达纳宗座代牧区，任命斯科蒂主教。该堂成为主教座堂。但是，然而，斯科蒂是唯一的一任宗座代牧，萨达纳宗座代牧区后来并入阿格拉宗座代牧区。
1961年12月13日，若望二十三世决定将该堂升格为宗座圣殿。该堂是印度的23座宗座圣殿之一，也是印度北部唯一的宗座圣殿。

## 建筑

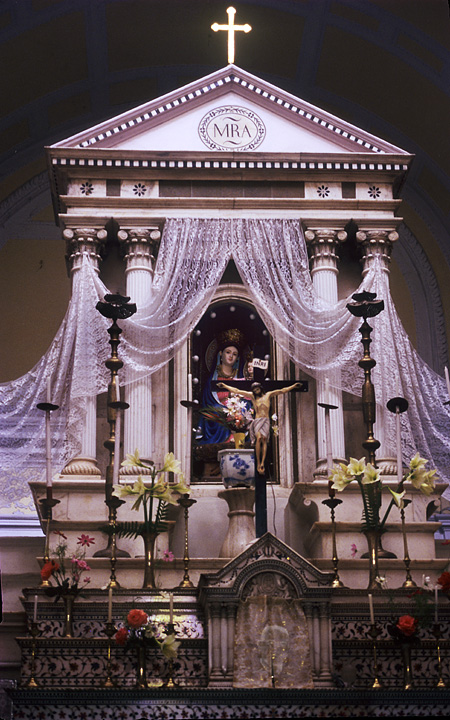
祭台